# Nasz ojciec
Nasz ojciec (tyt. oryg. Abouna) – czadyjsko-francusko-holenderski film fabularny z roku 2002 w reżyserii Mahamata Saleh Harouna. Film kręcony był w Ndżamenie i w Gaoui. Zgłoszony jako oficjalny kandydat Czadu do Oscara dla najlepszego filmu nieanglojęzycznego, nie otrzymał jednak nominacji.

## Fabuła
Dwóch braci, Tahir i Amin budzą się pewnego dnia i odkrywają, że ich ojciec (w tej roli wystąpił czadyjski pisarz i poeta Koulsy Lamko) opuścił rodzinę. Zaskoczeni, postanawiają go szukać. Podczas seansu filmowego w kinie wydaje im się, że widzą ojca na ekranie. Kradną więc taśmę filmową, żeby to sprawdzić. Matka postanawia wysłać obydwu synów do szkoły koranicznej. Po jakimś czasie podejmują próbę ucieczki, ale zostają złapani. Tahir, starszy z braci zakochuje się w głuchej dziewczynie.

## Nagrody
Film został wyróżniony kilkoma nagrodami na festiwalach filmowych:
- Międzynarodowy Festiwal Filmowy Hongkong 2002
- Międzynarodowy Festiwal Filmowy Kerala 2002
- Afrykański Festiwal Filmu i Telewizji Wagadugu 2003 (FESPACO)